# Гуревич, Александр Иосифович
Алекса́ндр Ио́сифович Гуре́вич (1896 — 30 октября 1937) — советский партийный и государственный деятель.

## Биография
Родился в Белостокe Гродненской губернии (ныне Польша), в семье Йоселя-Лейба Шмулевича Гур-Гуревича и его жены Шейны-Гитли Давидовны Гродзенской.

### Образование
27 июня 1914 года по завершении курса восьми классов ему Виленским учебным округом было выдано свидетельство зрелости об окончании Белостокской частной мужской гимназии П. А. Александрова. Данных о дальнейшем образовании нет, вероятно высшее.

### Основные должностные назначения
В 1930—1932 годах — член Президиума ВСНХ СССР. В 1932—1936 годах — начальник Главного управления металлургической промышленности Главметалла ВСНХ СССР.
26 января—10 февраля 1934 года делегат XVII съезда ВКП(б) с совещательным голосом.
В 1936—1936 годах — заместитель Наркома тяжелой промышленности СССР. За работу в наркомате его подверг жёсткой критике на февральско-мартовском пленуме ЦК ВКП (б) первый секретарь Западно-Сибирского крайкома Р. И. Эйхе: «Нет контроля главков над местными предприятиями, нет контроля над своими фабриками и даже целыми комбинатами. Я укажу как на пример на Кузбасс, который является немаловажной единицей во всей промышленности Союза. Кузбасс является крупнейшей угольной базой, и вот начиная с 1934 года по 1937 год из главка к нам в Кузбасс не приезжал ни один человек, который бы авторитетно проверил на месте работу, дал бы критику работы, помог бы проверить и вскрыть недостатки».
В 1936—1937 годах — заместитель Председателя Госплана СССР.

### Партийная и общественная жизнь
С 1916 года являлся членом РСДРП(б). С 1927 по 1934 годы — член Центральной контрольной комиссии ВКП(б)
Выступал на Февральско-мартовском пленуме ЦК ВКП(б) 1937 года, давшем старт Большому террору.

### Арест
До ареста проживал по адресу: Москва, ул. Серафимовича, д.2 (Дом правительства), кв.420.
7 июля 1937 года арестован.
29 октября 1937 года Военной коллегией Верховного суда СССР приговорён к смертной казни. 30 октября 1937 года расстрелян.
Захоронен в общей могиле на Донском кладбище в Москве.

## Семья
Жена — Елизавета Гуревич (урождённая Веллер, 1896—?). Дочь — Валентина Иглицкая.